# Aowin/Suaman
Dystrykt Aowin/Suaman – dystrykt Regionu Zachodniego w Ghany.
Graniczy z dystryktami Wassa Amenfi, Jomoro, Sefewi Wiawso, Juabeso i Bia. Od zachodu graniczy z Wybrzeżem Kości Słoniowej. Stolicą dystryktu jest Enchi. Dwie główne rzeki Tano i Bia, wraz z licznymi dopływami odprowadzają wody dystryktu przez cały rok i co rok wylewają.